# Доісторичний Ордос

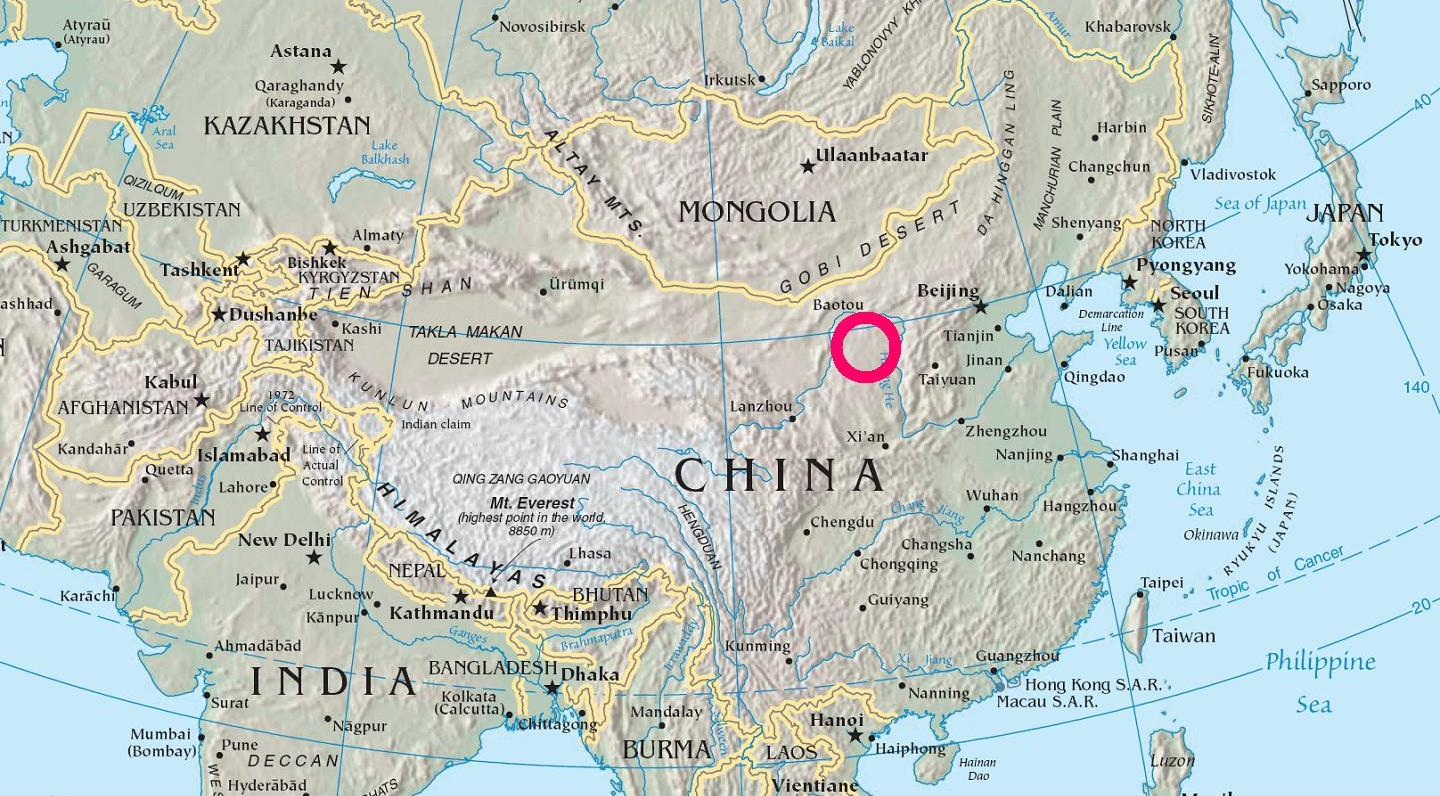
Локалізація знахідок, пов'язаних з Ордоською культурною традицією

Ордоська культурна традиція — умовне позначення комплексу археологічних культур, що існували з часів Пізнього палеоліту і до кінця Бронзової доби в пустелі Ордос, на півдні автономного регіону Внутрішня Монголія, нині КНР, приблизно на відстані 300 км від Пекіна. Носії традиції були в основному змішаної європеоїдно-монголоїдної раси; про це можна робити висновки на підставі їхніх структурних останків та артефактів, оскільки в регіоні мали місце численні контакти із представниками європеоїдної раси тривалістю аж до епохи династій Цінь і Хань.

## Палеоліт
Перші свідчення появи сучасних людей відносяться до Пізнього палеоліту. Місцеві мешканці використовували кам'яні знаряддя чжоукоудяньського типу. Наконечники й бокові грані їхніх знарядь нагадують європейську мустьєрську культуру і леваллуазьку індустрію. Мабуть, місцеві жителі добре володіли технологіями Середнього палеоліту, оскільки вони створювали різці (ножі) довжиною до 15 сантиметрів.
Скам'янілі людські останки Ордоської людини із Салаусу (Salawusu), що датуються близько 50 000-35 000 рр. до н. е., мають яскраво виражені монголоїдні риси, особливо виділяються передні зуби і потилична кістка.

## Неоліт
Однією з неолітичних культур Ордоса була культура Чжукайгоу (2200—1500 рр. до н. е.). До неї відносяться 327 (на початок XXI століття) поховань. Генетичні дослідження похованих показують, що вони дуже схожі з похованнями з Їньнюгоу (Yinniugou), а також з сучасними народами — даурами й евенками. Археологічні знахідки даної культури дуже подібні з артефактами культури Нижнього шару Сяцзядянь. У цих знахідках ми бачимо зародження «зміїного» орнаменту на зброї й інші зооморфні фігури, з яких згодом складеться Ордоський стиль мистецтва.

## Бронзова і залізна доба

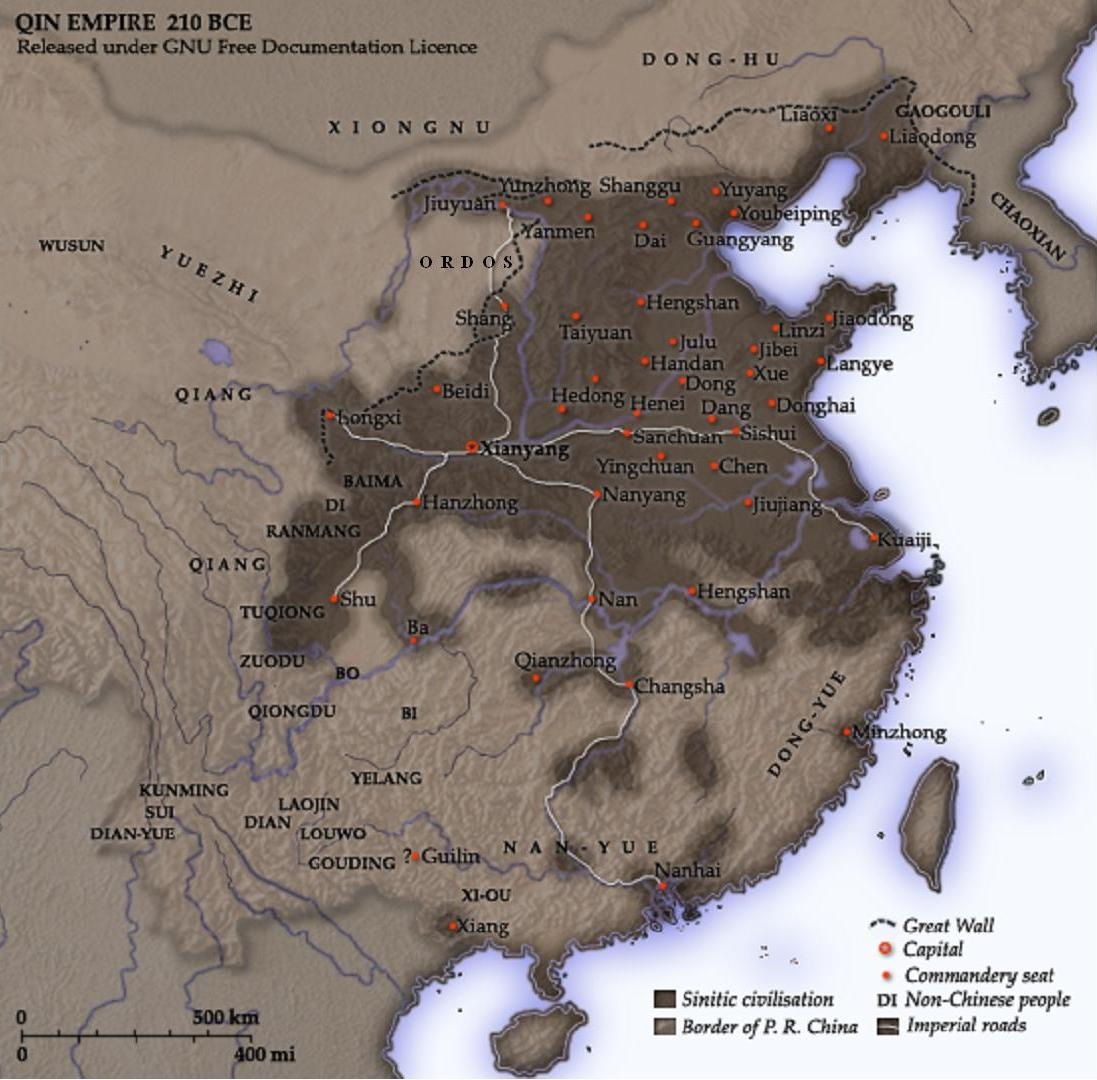
У III ст. до н. е. Ордоська культура перебували на самому кордоні Цінської імперії, безпосередньо на схід від юечжі

Скелетні останки в гробниці Таохунбала (Taohongbala), що датується VII — VI ст. до н. е., належать до культури хунну бронзової доби, і в них добре виражені монголоїдні риси.
Схоже поховання було виявлено у 1979 році поблизу міста Баяннур, датується V — IV ст. до н. е. й вважається єдиною пам'яткою культури хунну, розташованою на північному схилі Їньшаня. Тут виявлені переважно бронзові артефакти, кераміка і 27 скелетних останків коней. В процесі подальших розкопок, в 1983 році в Госіньяоцзи було виявлено 31 поховання VI—V століття до н. е. з яскраво вираженими північномонголоїдними рисами. Ці риси зменшуються у напрямку з півночі на південь. Скелетні останки східного та північного монголоїдного типу — в цілому 117 поховань — зустрічаються в Маоцінгу та Їньнюгоу й датуються близько VII століттям до н. е.. Ордоське бронзове озброєння має багато схожих рис з китайським.
На численних зображеннях людей Ордоса ті, як правило, мають пряме волосся. Ця риса особливо яскраво виражена в археологічних знахідках в Баотоу (M63: 22, M63: 23, M84: 5), Етоку (M1, M6), Сіхаокоу (M3), низинах Воертухао (M3: 1) і в Менцзяляні.

## Сакиі скіфи

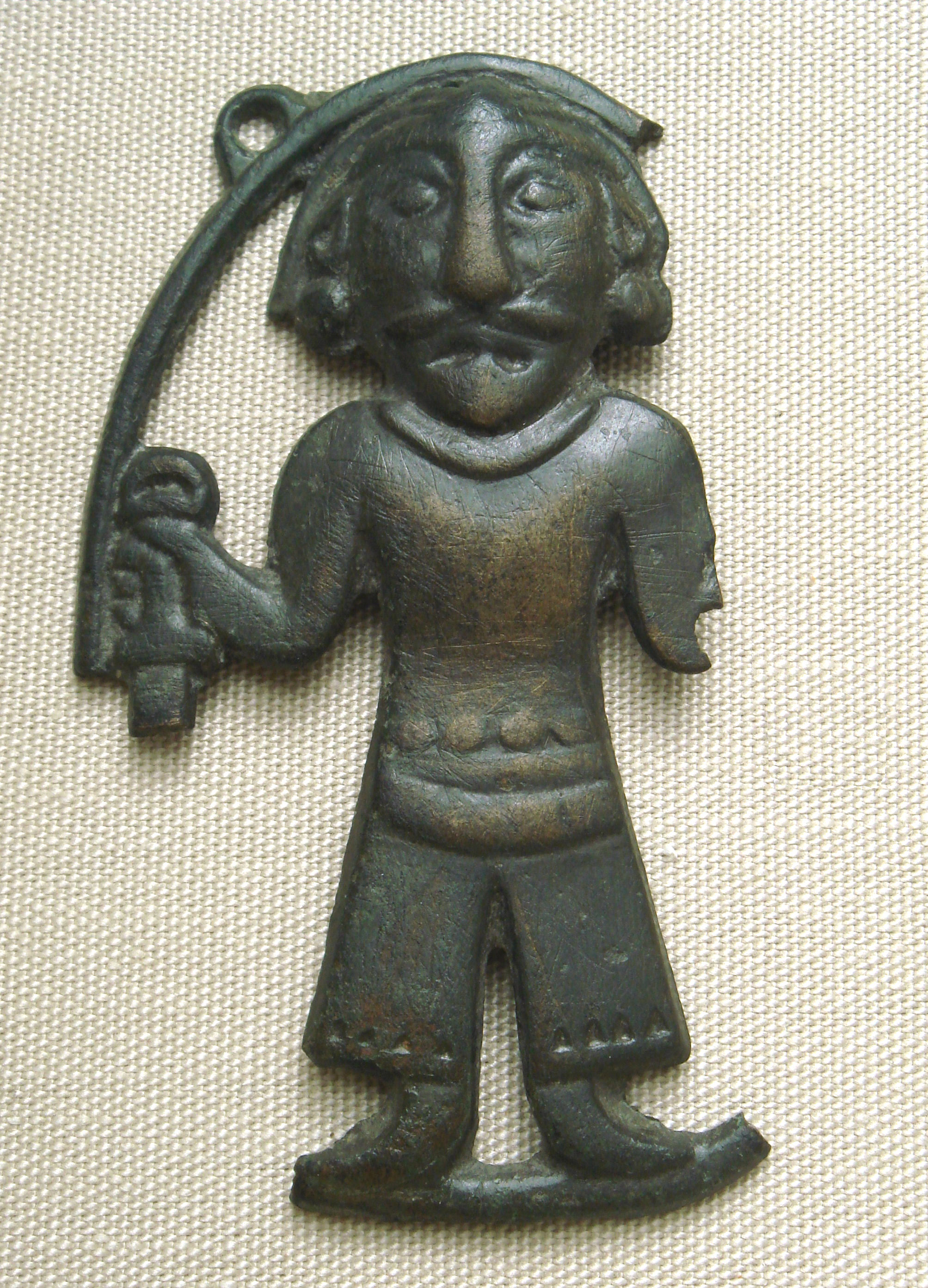
Бронзова статуетка чоловіка, Ордос, III—I століття до н. е., Британський музей.

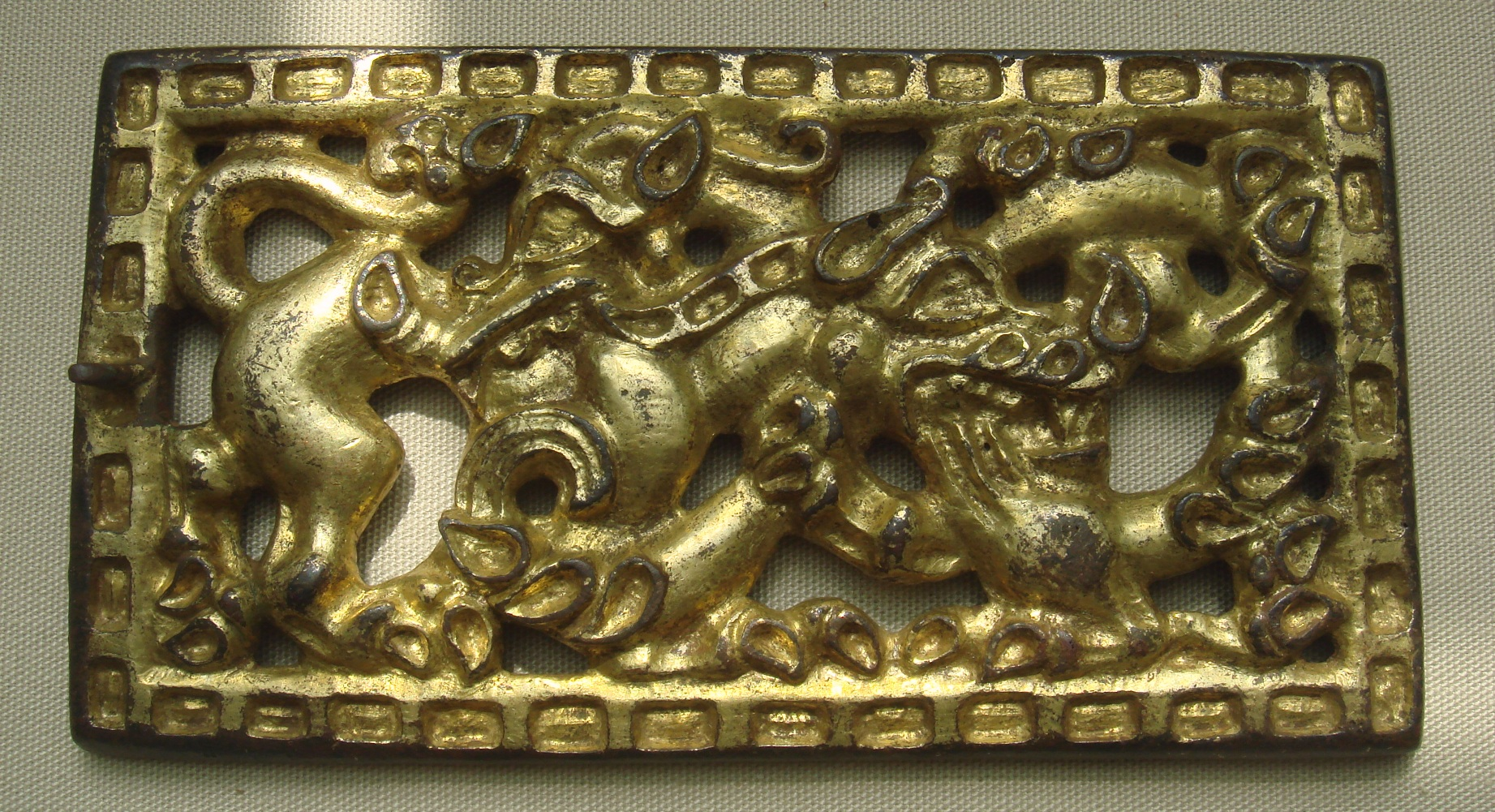
Пряжка ременя, Ордос, III—I століття до н. е.

У VI—II століттях до н. е. кінні кочівники займали територію Ордоса, перш ніж їх звідти вигнали хунну. На думку Я. Лебединського, ці кочівники були найбільш східною групою скіфів, які оселилися на схід від більш вивчених юечжі, хоча Лебединський і не наводить фактів в обґрунтування своєї думки. «Монголоїдні типи Забайкалля і Східної Монголії різко контрастують з європеоїдним типом, який проявляється водночас у скіфських кочовиків, які займали Східну Монголію, та їхніх попередників бронзової доби». Відомі вони в основному завдяки знайденим скелетним останкам і артефактам.
Кочівники контактували і нерідко воювали з доханьським і ханьським населенням Китаю. Територія цих кочівників розташовувалася безпосередньо на північ від Великої стіни і на південному узбережжі найпівнічнішого вигину річки Хуанхе.
Як вважає Я. Лебединський, «Європеоїдні особи на деяких зображеннях з Ордоса … слід пояснити це їхнім походженням від скіфів». Характерними виробами Ордоса є пряжки ременів, кінська збруя і зброя із зображенням тварин, які нерідко б'ються. Зброя, виявлена в похованнях в степах Ордоса, вельми нагадує зброю скіфомовних народів, особливо саків.

## Зв'язки
Західними сусідами Ордоса могли бути юечжі — східноіранський народ, які мігрували в Південну Азію й утворили Кушанську імперію після поразки від хунну. Вони були також культурно пов'язані з ще одним кочовим плем'ям на сході, дунху, які мали схоже «степове мистецтво», але були, ймовірно, монголоїдами.. Також Ордоська культура могла бути пов'язана з народом ді.

## Хунну
Згідно з китайськими джерелами, хунну (сюнну) вперше з'явилися в Ордосі в період, коли були написані трактати «І чжоу шу» (Yizhoushu) і «Шань хай цзін», в період Чжаньґо, до того, як Ордос окупували держави Цінь і Чжао. Вважається, що Ордос був їхньою батьківщиною, проте точний час їхньої появи в регіоні залишається невідомим — як показують археологічні знахідки, це могло бути набагато раніше, ніж перші згадки хунну в літописах.
У міру того, як хунну під проводом Моде поширювалися на південь на територію юечжі близько 160-х рр. до н. е., юечжі, в свою чергу, розгромили саків і витіснили їх до Іссик-Куля. Вважається, що хунну в той же час зайняли і Ордос, коли вони вступили в контакт з китайцями. З Ордоса хунну зробили численні руйнівні набіги на Китай (167, 158, 142, 129 рр. до н. е.).
У II ст. до н. е. імператор Хань У-ді з династії Хань почав війну проти хунну. Полководцю Шофану в 127 р. до н. е. е. вдалося колонізувати територію Ордоса. Однак ще до цієї кампанії на їхній території засновували свої військові поселення династії Цінь і Чжао, поки їх не знищили хунну до 209 р. до н. е..

## Артефакти
Артефакти Ордоських культур, представлені в Британському музеї (азійська галерея): 

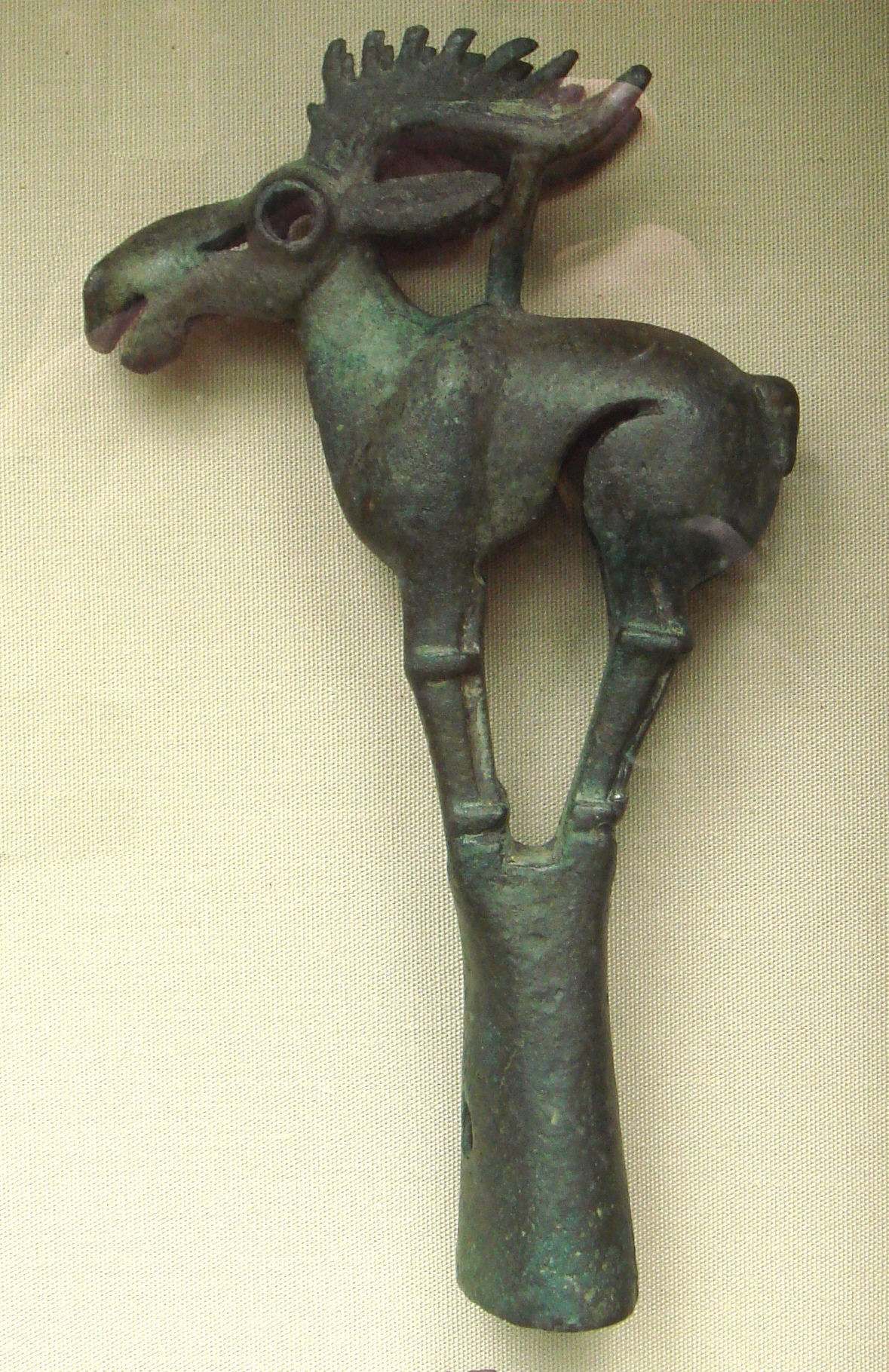
Бронзовий наконечник палиці, VI-V століття до н. е.
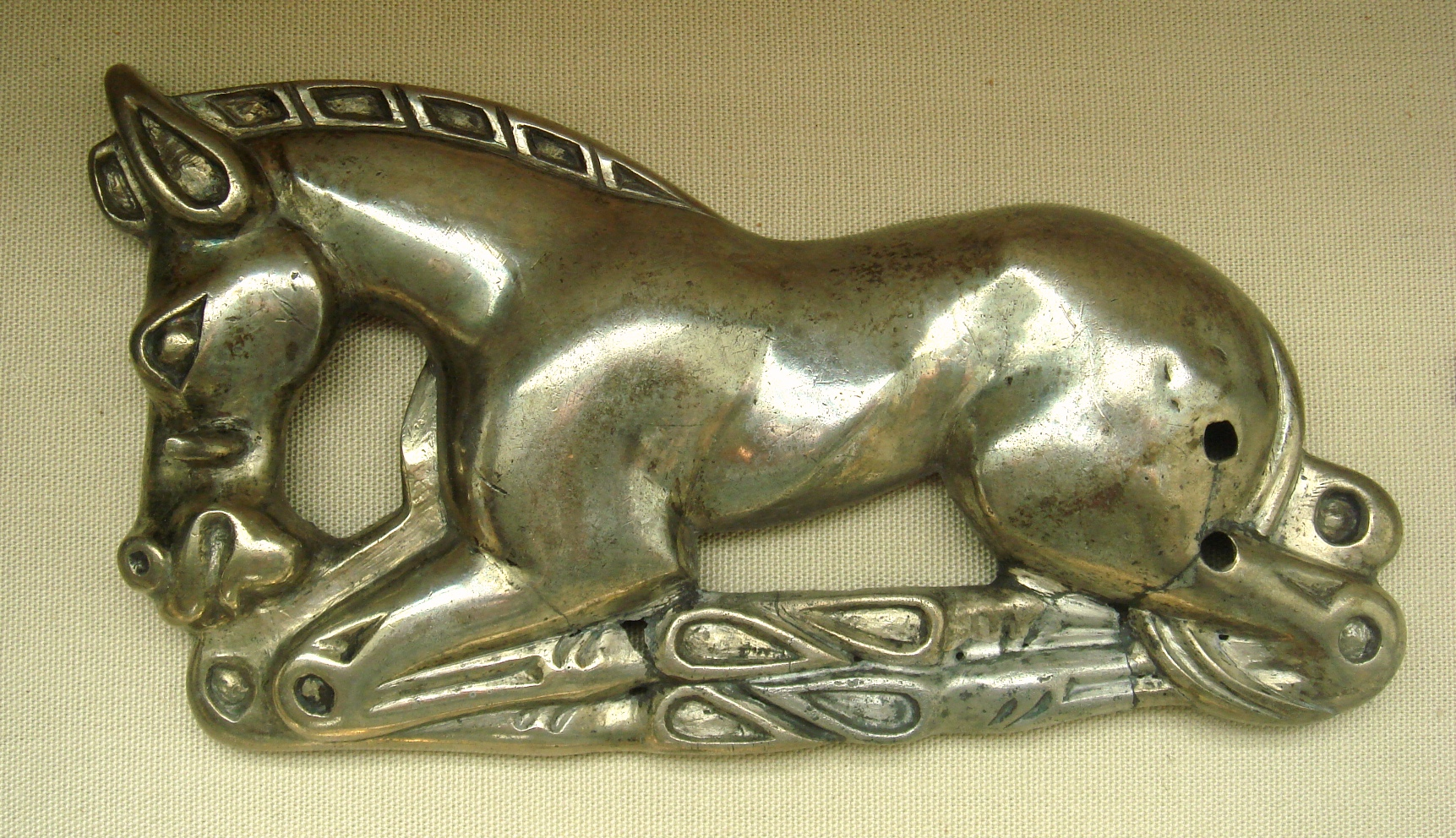
Срібний кінь, IV-I століття до н. е.
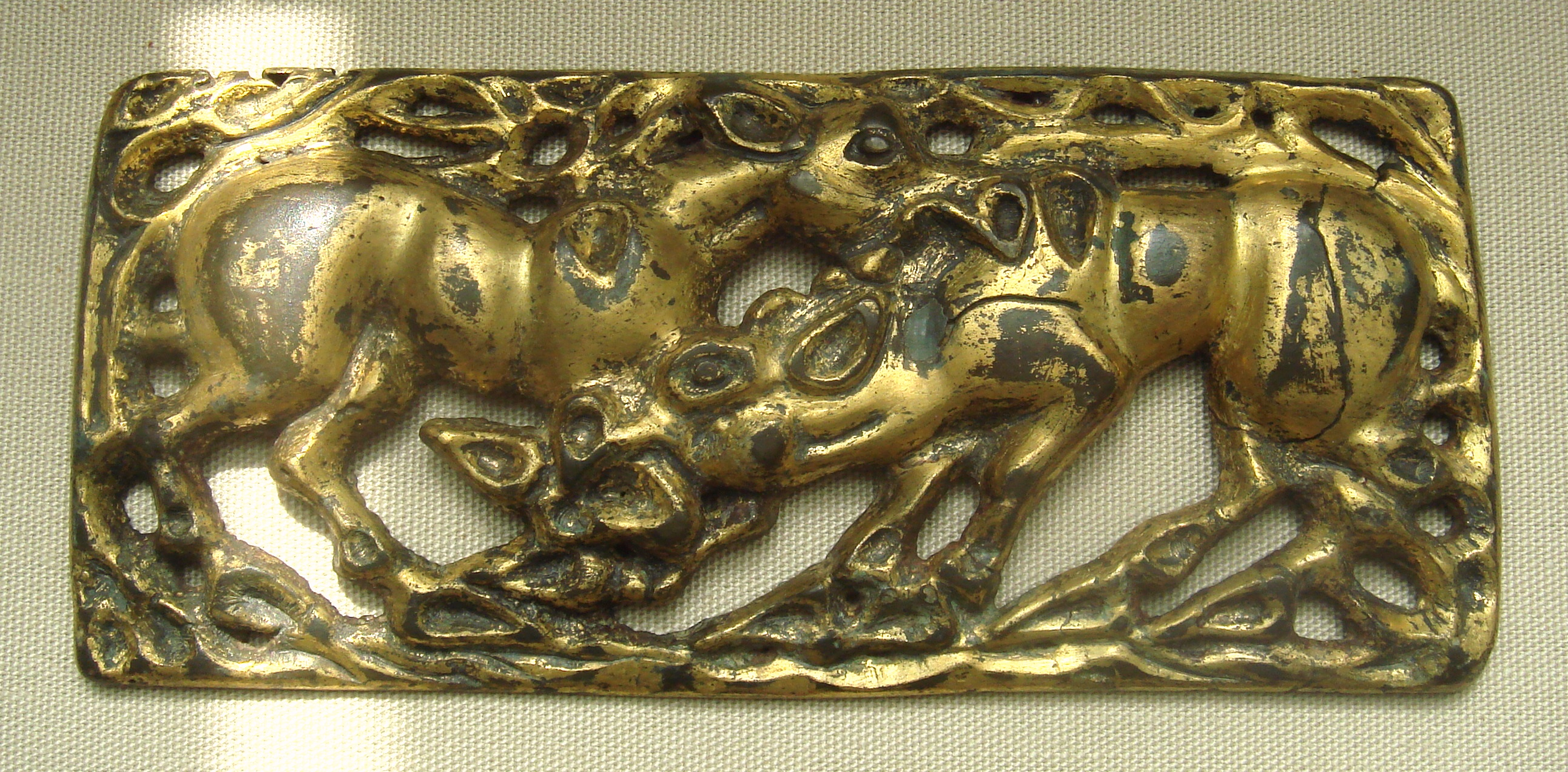
Пряжка ременя, III-I століття до н. е.
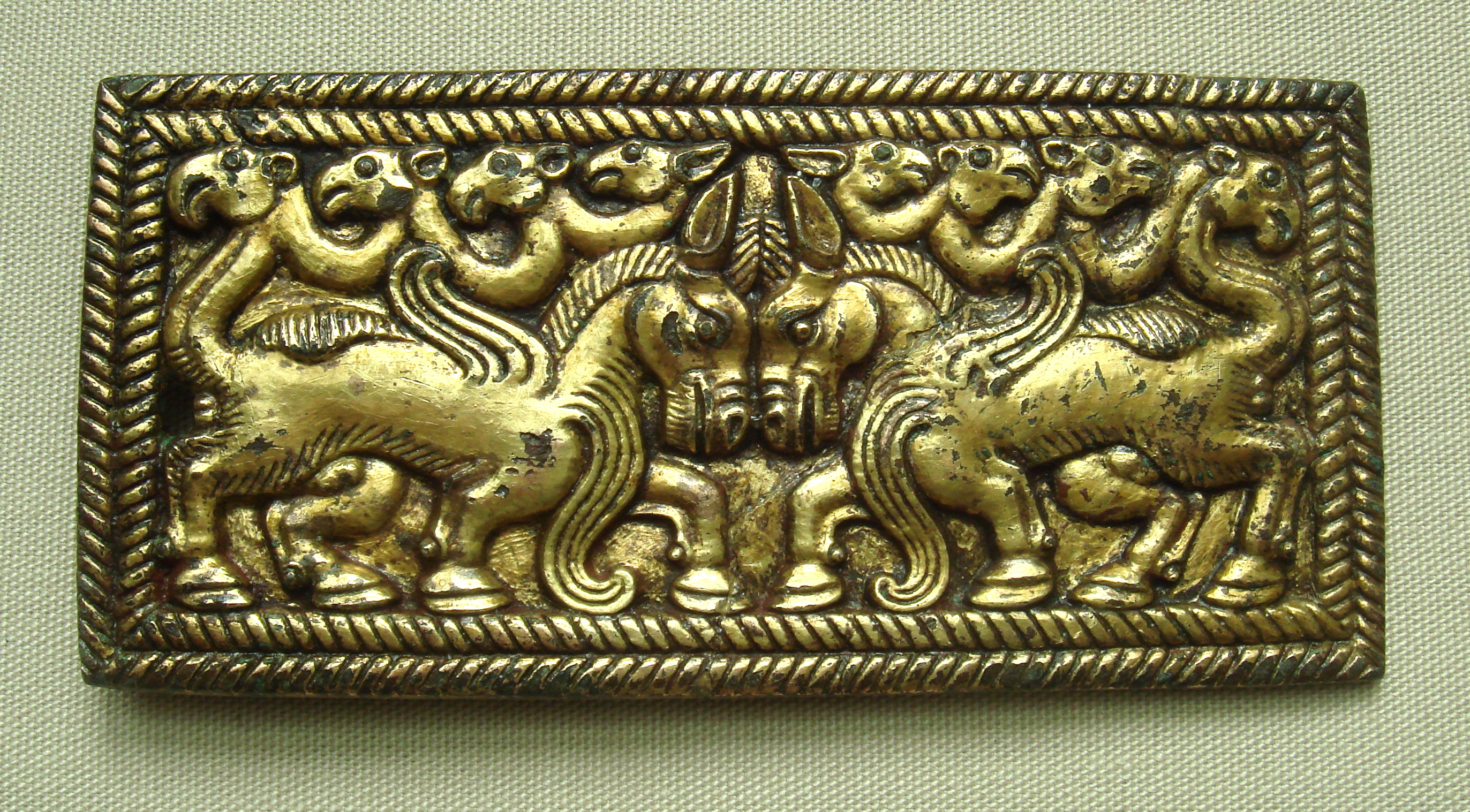
Пряжка ременя, III-I століття до н. е.
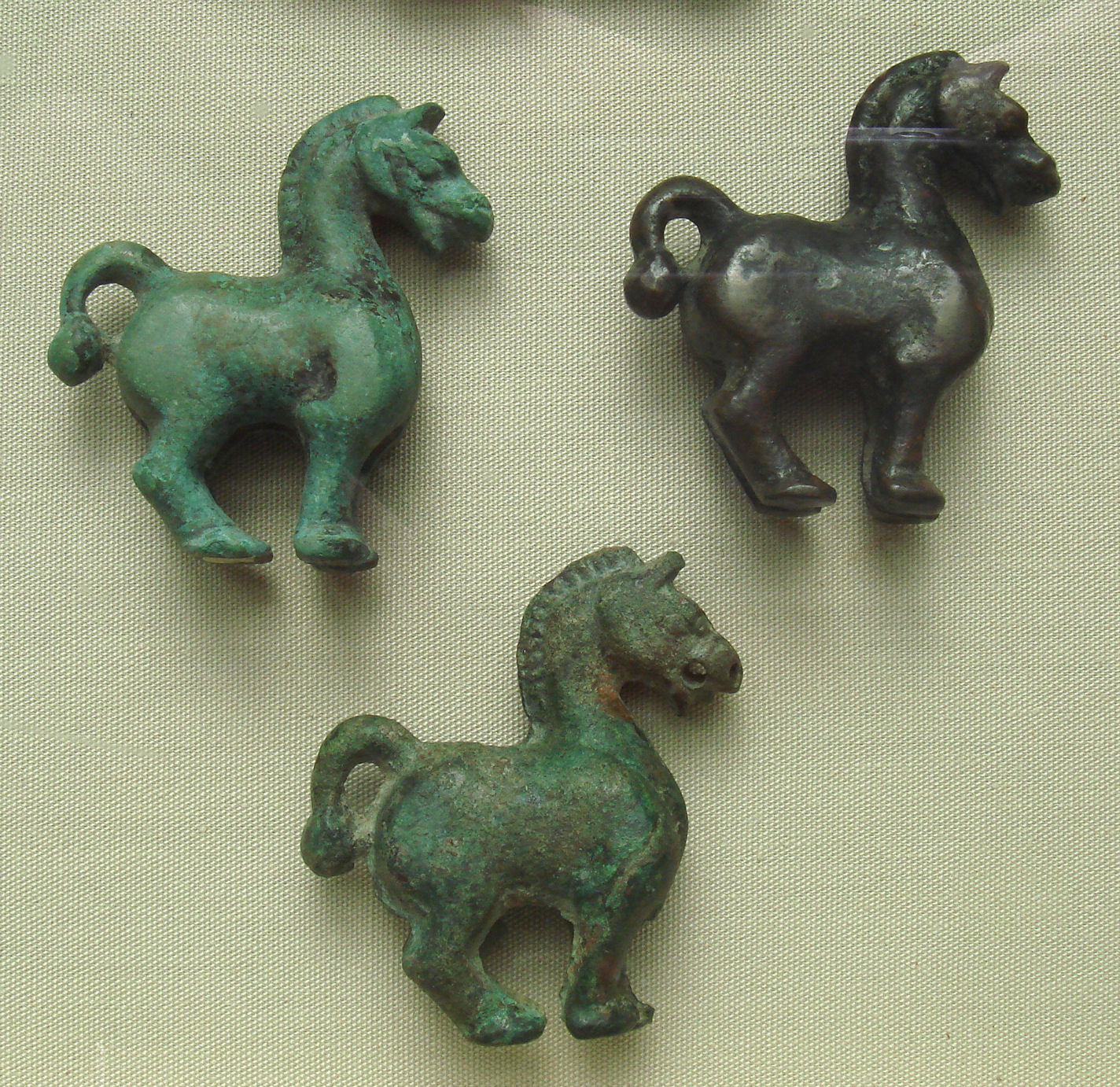
Бронзові коні, V-III століття до н. е.
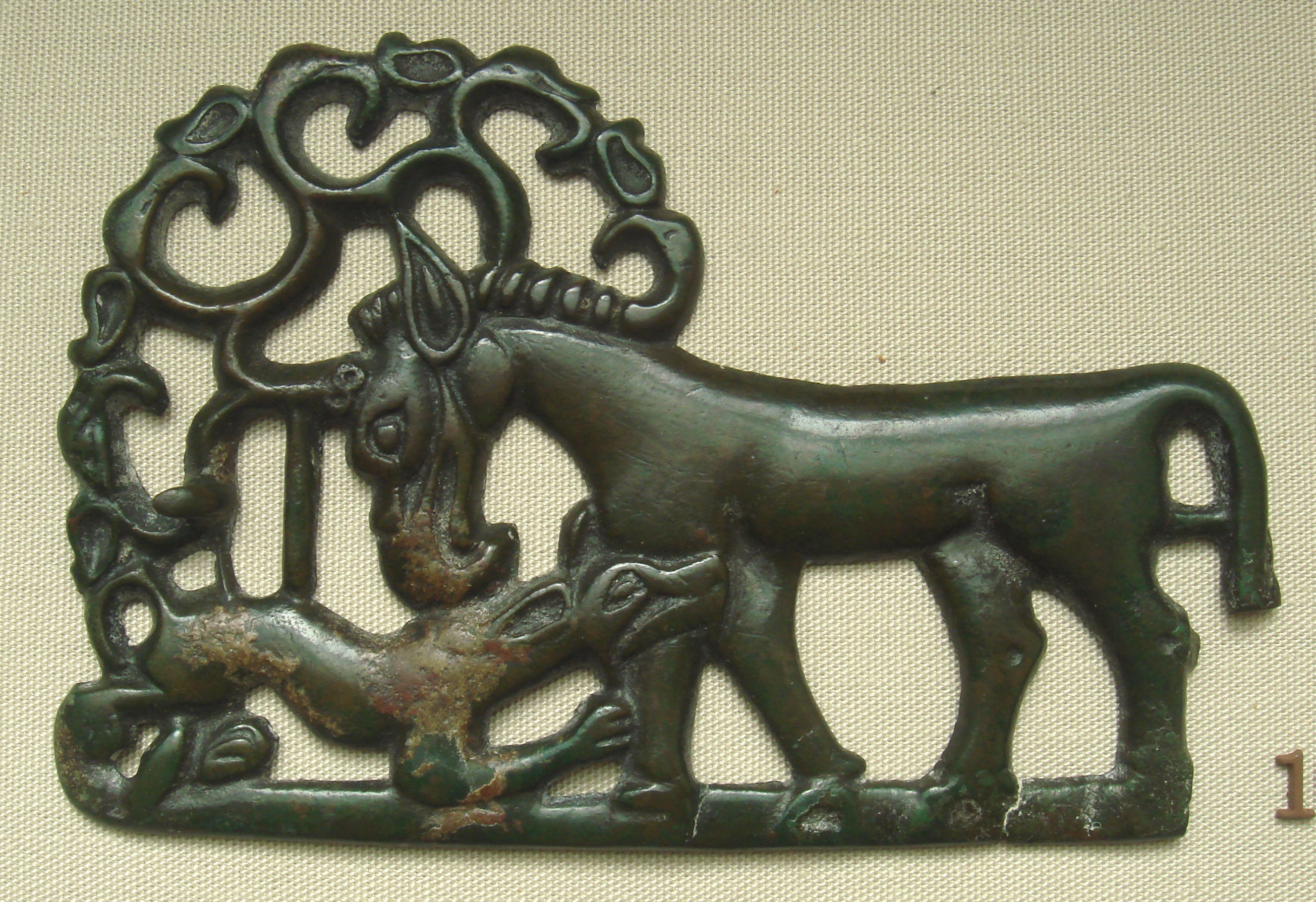
Тигр нападає на коня, IV-I століття до н. е.